# Sonety (Shakespeare)

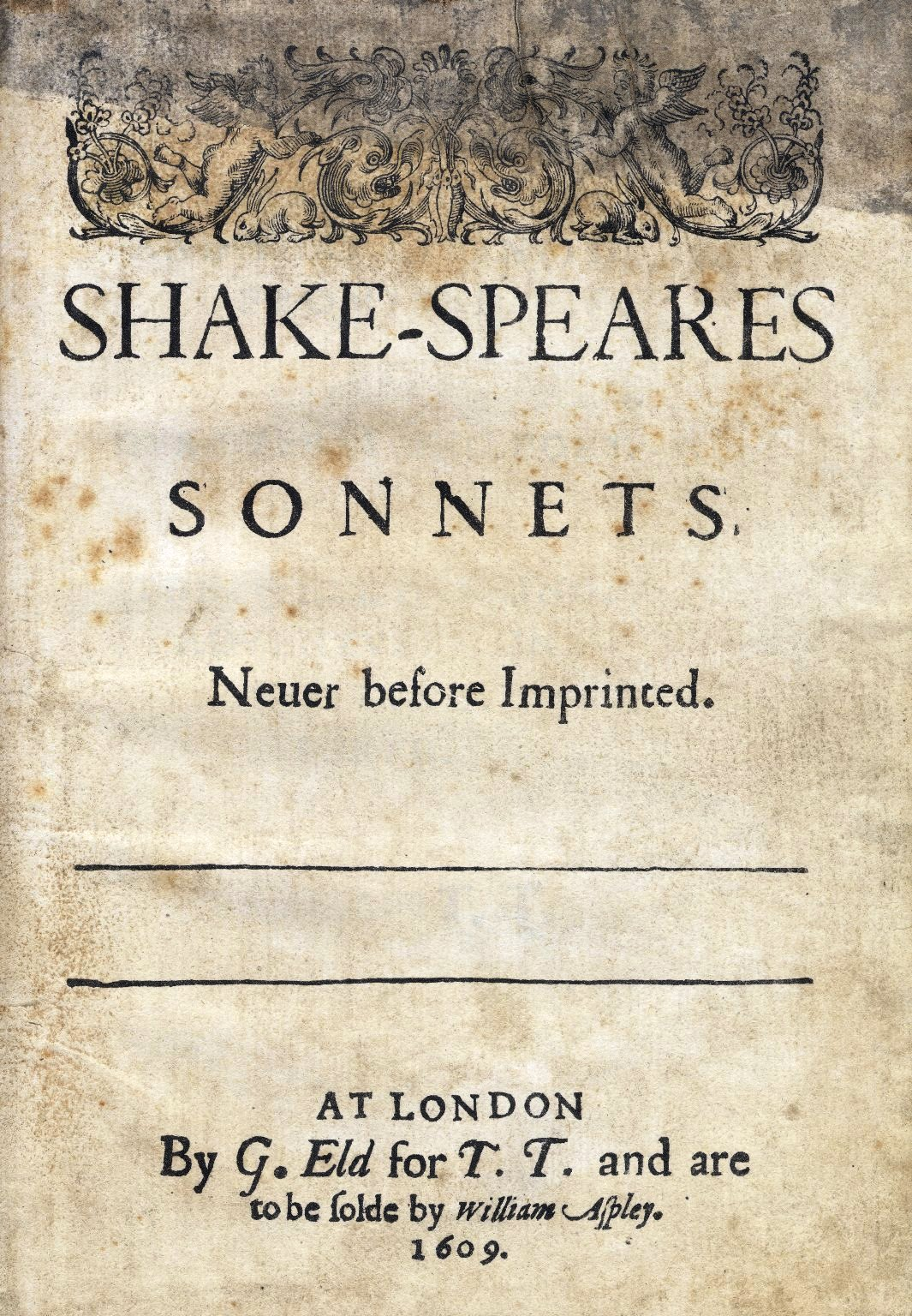
Titulní strana prvního vydání Sonetů z roku 1609

Sonety jsou básnická sbírka 154 sonetů, kterou napsal William Shakespeare. Jejich tématy jsou láska, krása, politika a pomíjivost života a citů. Pravděpodobně byly psány v průběhu několika let. O kompletní vydání v dnešním rozsahu se v roce 1609 zasloužil Thomas Thorpe (s vlastní předmluvou) pod názvem Shake-Speares Sonnets a zahrnovalo 152 do té doby nepublikovaných sonetů a také sonety 138 a 144, které byly už předtím uveřejněny v nelegálně vydané básnické sbírce Vášnivý poutník (The Passionate Pilgrim), která vyšla tiskem v roce 1599.

## Rozdělení sonetů
Tvrdí se, že prvních 17 sonetů je adresováno mladému muži, což však z originálního anglického znění zdaleka nevyplývá.[zdroj?] Adresát či adresátka jsou v nich pobízeni, aby uzavřel nebo uzavřela sňatek a měl nebo měla děti, čímž by se fyzická krása, kterou jeho nebo její děti zdědí, zachovala i pro příští generace. Většina sonetů (čísla 18–126) jsou možná milostné sonety věnované tomuto nebo jinému mladému muži, což vede k úvahám o Shakespearově homosexualitě či bisexualitě. Sonety 127–152 jsou však milostné básně věnované „temné dámě“ (podle anglicky píšících autorů Dark Lady). Dva poslední sonety (153, 154) jsou alegorické. České překlady mají sklon i rodově neutrálně laděné sonety, mezi nimi právě sonety 1–17, adresovat muži či ženě podle záliby překladatele, což může vést k nepochopení skutečného, ovšem těžko hmatatelného smyslu textu.

## Věnování
Věnování Sonetů od nakladatele, kterým byl Thomas Thorpe, zní:
| „ | Jedinému nepochybnému původci těchto sonetů, panu W. H., mnoho štěstí a věčnost slibovanou naším nesmrtelným básníkem přeje jeho příznivec a dobrodruh - T.T. | “ |

O totožnosti onoho W. H. (ztotožňovaného s mladým mužem, kterému jsou věnovány sonety 1-126) existuje mnoho spekulací. Mohli to být například:
- William Herbert, 3. hrabě z Pembroke – nejpravděpodobnější kandidát, je mu věnováno také první oficiální vydání Shakespearových her (tzv. První folio)
- Henry Wriothesley, 3. hrabě ze Southamptonu – jsou mu věnovány také Shakespearovy epické básně Venuše a Adonis a Zneuctění Lukrécie. Počáteční písmena jména mohla být přehozena.
- Sir William Harvey – nevlastní otec Southamptona, mohl zajistit možnost vydat Sonety (právě to může být míněno slovem begetter, výše přeloženo jako původce). Tato teorie předpokládá, že W. H. a mladý muž ze Sonetů jsou různé osoby.
- William Himself (William Sám, tj. William Shakespeare) – Teorie byla vytvořena německým badatelem D. Barnstorffem, ale neměla větší ohlas.
- William Shakespeare – Mohlo jít o tiskovou chybu Shakespearových iniciál W. S. nebo W. Sh. (vykládá slovo begetter ne jako původce, ale jako tvůrce).
- William Hall – Tiskař, který Sonety vytiskl. Mohlo jít prostě o Thorpeovo poděkování člověku, který měl podíl na vydání díla.
- Willie Hughes – Jméno neznámé osoby, vykonstruované pomocí jistých náznaků v Sonetech. S touto konstrukcí počítá povídka Oscara Wilda The Portrait of Mr. W. H. (Portrét pana W. H.)
- William Haughton – Soudobý dramatik.
- William Hart – Herec a Shakespearův synovec.

## Forma
Jednotlivé básně jsou psány formou shakespearovského sonetu, který se skládá ze tří slok o čtyřech verších a jedné, závěrečné sloky o dvou verších. Použit je především pětistopý verš jambického spádu. Rýmové schéma sonetů je většinou abab cdcd efef gg. Jedinými výjimkami jsou sonety 99 (má patnáct veršů, protože k první sloce je přidán jeden verš, má tak schéma ababa), sonet 126, který se skládá ze sedmi hrdinských dvojverší, a sonet 145, který je psán jiným veršem, totiž čtyřstopým jambickým veršem na místo pětistopého. Na začátku třetího čtyřverší může být tzv. volta čili obrat, totiž verš, v němž se nachází myšlenkový obrat v básni. Pro Shakespearovy sonety je však typické, že myšlenkový obrat přichází až v závěrečném dvojverší. Příkladem takového rozvržení je sonet 130, v němž básník ve třech čtyřverších vyjmenovává nedostatky své milenky, aby se až v posledních dvou verších vyznal ze své lásky k ní.
Ačkoliv rýmové schéma všech sonetů je až na výše zmíněné výjimky neměnné, rozvíjení myšlenek jednotlivých básní nemusí přesně korespondovat s rozložením rýmů. Například v sonetu 19 je volta rozdělující sonet na dvě části, osmistopou oktávu a šestistopou sestinu, z obsahového hlediska mnohem významnější než rozdělení sonetu do čtyřverší. Naopak sonet 12 je příkladem přesného dodržení formátu anglického sonetu, v němž jsou čtyřverší postupně uvozena slovy When – when – then. Podobným příkladem je sonet 73, v němž každé čtyřverší přináší novou metaforu (podzim, soumrak, dohasínající oheň).
Rozvržení čtrnáctiveršového sonetu na oktávu a sestinu, rozděleného voltou, je typické pro renesanční italské básnictví. Anglickou podobu sonetu, tj. důraz na tři čtyřverší a závěrečné dvojverší, ustanovil až Henry Howard v 15. století.

## Postavy
V Sonetech se vyskytují následující osoby či postavy, převážně patrně inspirované reálným životem:
- Krásný mladík (Fair Youth) – Sonety 18–126 líčí Shakespearovu romantickou a pravděpodobně platonickou, podle některých badatelů homosexuální lásku k nepojmenovanému Krásnému mladíkovi (ztotožňován s W. H. z věnování). Přes mnoho pokusů se zatím nepodařilo odhalit jeho totožnost.
- Černá dáma (Dark Lady) – Popisují ji sonety 127–152. Podle sonetů šlo o velmi krásnou černovlasou ženu. Na rozdíl od Krásného mladíka je jejich vztah otevřeně sexuálního, tedy heterosexuálního charakteru, sonety jsou někdy téměř pornografické. Ani totožnost Černé dámy se doposud přes četné spekulace nepodařilo odhalit.
- Básnický soupeř (Rival Poet) – Možnými kandidáty pro postavu Básnického soupeře jsou Shakespearův předchůdce jako dramatik, Christopher Marlowe, nebo překladatel George Chapman.

## Témata
Shakespearovy sonety jsou mnohdy světštější a erotičtější, než obdobné básně jeho současníků. Jedna z interpretací tvrdí, že Sonety jsou svým způsobem parodie milostných sonetů petrarcovské školy. Shakespeare často mění tradiční postavení muže a ženy v milostné poezii, líčení jejich lásky je složitější a pravděpodobnější. Shakespeare porušil mnoho formálních pravidel sonetové formy a poezie obecně, která byla dodržována jeho současníky: mluví o společenském zlu s láskou nesouvisejícím (slavný sonet 66), komentuje politické události (sonet 124), dělá si z lásky legraci (128), paroduje krásu (130), hraje si s tradičními rolemi muže a ženy v milostné poezii (20), mluví otevřeně o sexu (129) a snad i někdy hraničí s lehkou pornografií (sonet 151).

## Význam
Shakespearovy Sonety znamenaly především konec petrarcovské sonetové tradice, její konvenčnosti a jejího formalismu. Shakespearovy sonety daly základ nové milostné poezii. V 18. století byl jejich význam v Anglii relativně malý, The Critical Review z roku 1805 stále považuje za vrchol anglického sonetu Johna Miltona. Zájem o Shakespeara nastal až za romantismu a význam sonetů začal stoupat až v 19. století.
Význam a kulturní vliv Sonetů ukazuje mimo jiné množství překladů. Jen v němčině existuje od roku 1784 sedmdesát úplných překladů. Není jediný významnější jazyk, do nějž by Sonety nebyly přeloženy, včetně latiny, turečtiny, japonštiny, svahilštiny, esperanta a klingonštiny.
První český překlad Sonetů je od Josefa Václava Sládka, pochází z roku 1883. Další překlady pořídili například Jaroslav Vrchlický (ve dvou verzích: 1896 a 1904), Antonín Klášterský (publikováno 1923), Jan Vladislav (1955), Erik Adolf Saudek (1975 nedokončeno, pozdější vydání bylo doplněno o překlady jiných autorů), Břetislav Hodek (1976), Zdeněk Hron (1986), Miroslav Macek (1996), Jarmila Urbánková (1997), Martin Hilský (1997), Miloslav Uličný (vydáno 2005), Jiří Josek (2008), Václav Z J Pinkava (vydáno 2014, jinak celé na webu).
Neúplné překlady, tj. jen vybraných sonetů, předložili například Otto František Babler a Zdeňka Bergerová. Dosud nevydaný je překlad Františka Nevrly ze šedesátých let.

## Ukázka z díla
| „                                                                                              | Sonet 146 je zvláštní tím, že je to rozhovor s vlastní duší, připomínající středověké debaty duše a těla. Takové téma je v knize Shakespearových sonetů zcela výjimečné, vlastně ojedinělé. | “ |
| — Martin Hilský, Máš před sebou všechny mé cesty. (nakl. Lidové noviny, Praha 2008, s.118-119) | |   |

Ubohá duše, v hříšném těle vězíš,

tělesné pudy se v něm vzpurně sváří,

proč uvnitř zmíráš, hladovíš jak v cele,

tvůj zevnějšek však nádherou jen září?

K čemu ten lesk, když zajde v krátké době?

Proč pouhá schránka má tě tolik stát?

Pro radost červů, co ji pozřou v hrobě?

Pro ně se pachtíš? Jim chceš všechno dát?

Hleď z nouze těla udělat svou ctnost,

čím ono schází, v tom zkus najít lék,

pozemskou bídu vyměň za věčnost,

bohatá uvnitř, chudá navenek.

Ze Smrti žij, co ze života žije,

smrt Smrti navždy smrtelnost z nás smyje.

## České překlady sonetů
- Sonety, přeložil Antonín Klášterský, vyšlo tiskem a nákladem Jar. Šnajdra v Kladně, 1923
- Sonety, přeložil Jan Vladislav, Státní nakladatelství krásné literatury a umění, Praha 1955, 1956; Mladá fronta, Praha 1958; Československý spisovatel, Praha 1969
- Sonety, přeložili Jaroslav Vrchlický a Antonín Klášterský, in: Historie II, Básně, Státní nakladatelství krásné literatury a umění, Praha 1964
- Sonety, přeložili Břetislav Hodek, Zdeněk Hron, František Hrubín, Erik Adolf Saudek, Pavel Šrut, Miloslav Uličný, Jarmila Urbánková, Československý spisovatel, Praha 1976
- Sonety, přeložil Zdeněk Hron, Lyra Pragensis, Praha 1986
- Sonety, přeložil Miroslav Macek, Lyra Pragensis, Praha 1992
- Sonety, přeložil Břetislav Hodek, Lyra Pragensis, Praha 1995
- Sonety, Milenčin nářek, přeložila Jarmila Urbánková, Arca JiMfa, Třebíč 1997
- The Sonnets / Sonety, přeložil Martin Hilský, Torst , Praha 1997 (třetí vydání Atlantis 2007)
- Sonety, přeložil Martin Hilský, Vyšehrad, 2003
- Sonety, přeložil Miloslav Uličný, Mladá fronta, Praha 2005
- Sonety / Shakespeare's Sonnets, přeložil Jiří Josek, Romeo, 2008
- Shakespearovy Sonety, přeložil Václav Z J Pinkava, CreateSpace, 2014

Pozn.: Uvedeny pouze publikace všech sonetů.
Sonety vyšly také na 6 CD (Radioservis, 2007, nahrávka z roku 2002) v překladu Martina Hilského spolu s anglickým originálem a obsáhlým komentářem překladatele. Recitace: Scott Bellefeuille (anglický originál), Pavel Soukup (český text). Celý cyklus byl předtím odvysílán v Českém rozhlase.

## Zhudebněné sonety
Marek Eben zhudebnil sonet 57 (Co mohu dělat já, váš rab) a 66 (Znaven, ach, znaven vším, já hledám smrt a klid) v překladu Jana Vladislava. Oba vyšly na CD Bratří Ebenů Já na tom dělám (2002). Jiří Šlitr zhudebnil první čtyři verše sonetu 51 taktéž v překladu Jana Vladislava (A proto odpouští má láska mému koni) jako Píseň o koni pro hru Taková ztráta krve (1960), kde píseň zpívali Jiří Suchý, Waldemar Matuška a Pavlína Filipovská. Olda Říha zhudebnil v roce 2018 sonet 66 v překladu Martina Hilského a přidal k němu svůj vlastní refrén.